# Lispocephala macrocera
Lispocephala macrocera är en tvåvingeart som beskrevs av Hardy 1981. Lispocephala macrocera ingår i släktet Lispocephala och familjen husflugor. Inga underarter finns listade i Catalogue of Life.